# Farendløse Sogn
Farendløse Sogn er et sogn i Ringsted-Sorø Provsti (Roskilde Stift).
I 1800-tallet var Farendløse Sogn anneks til Nordrupøster Sogn. Begge sogne hørte til Ringsted Herred i Sorø Amt. Nordrupøster
-Farendløse sognekommune blev ved kommunalreformen i 1970 indlemmet i Ringsted Kommune.
I Farendløse Sogn ligger Farendløse Kirke.
I sognet findes følgende autoriserede stednavne:
- Allikehuse (bebyggelse)
- Enghave (bebyggelse)
- Farendløse (bebyggelse, ejerlav)
- Prøvegård (landbrugsejendom)
- Stokkemose (bebyggelse)
- Tvindelstrup (bebyggelse, ejerlav)